# Igreja e Convento São Francisco de Assis (São Cristóvão)
A Igreja e Convento São Francisco de Assis, são importantes edificações históricas da cidade de São Cristóvão, em Sergipe, Brasil.